# Pădurea Brădeanu
Pădurea Brădeanu este o arie protejată de interes național ce corespunde categoriei a IV-a IUCN (rezervație naturală de tip forestier) situată în județul Buzău, pe teritoriul administrativ al comunei Brădeanu.

## Localizare
Aria naturală se află în partea sudică a județului Buzău și cea nord-estică a satului Brădeanu, în apropierea drumului județean (DJ203C) care leagă localitatea Pogoanele de satul Florica.

## Descriere
Pădura Bădeanu cu o suprafață de 5,80 hectare a fost declarată arie protejată prin Legea Nr.5 din 6 martie 2000 (privind aprobarea Planului de amenajare a teritoriului național - Secțiunea a III-a - zone protejate) și reprezintă o suprafață împădurită, cu rol de protecție pentru specia arboricolă de stejar brumăriu (Quercus pedunculiflora).